# Ferme de Fisher Lane
Pour les articles homonymes, voir The Farm.
La Ferme de Fisher Lane, en Anglais Fisher Lane Farm Studio ou simplement The Farm est le studio d'enregistrement du groupe de rock progressif anglais Genesis. Le studio a été aménagé dans une ferme de la campagne anglaise, au Sud-Ouest de Londres. Il se situe sur Fisher Lane, d'où son nom, à 5 kilomètres au Sud de Chiddingfold (environ 2 000 habitants), dans le comté de Surrey au Royaume-Uni. Genesis a enregistré chaque album depuis Abacab, en 1981, dans ce studio, avec comme ingénieur du son Hugh Padgham. Phil Collins y a aussi enregistré plusieurs albums solo. Le groupe y a aussi remasterisé des albums, tels Foxtrot.
Originellement, la propriété se composait d'une maison d'habitation, d'une grange, d'un studio proprement dit et d'un terrain de tennis. En 2000 la maison est vendue, et Genesis garde uniquement le studio.
Plus récemment, le groupe Miloco basé à Londres a ajouté le studio à sa liste, comme on peut le voir sur leur site.
En dehors des formations ou artistes liés à Genesis (Mike + The Mechanics, Tony Banks, Phil Collins), Gary Brooker, The Cure, Dale Newman y ont également enregistré.